# پراکتیکر
پراکتیکر (انگلیسی: Praktiker) شرکت خرده‌فروشی آلمانی است، که در سال ۱۹۷۸ تأسیس شد.